# Барсук Эверетта
Барсук Эверетта (лат. Melogale everetti) — вид млекопитающих рода хорьковых барсуков. Известен только по горным районам штата Сабах (Малайзия) на острове Калимантан, рассматривается Международным союзом охраны природы как вымирающий вид.

## Систематика и название
Барсук Эверетта описан Олдфилдом Томасом в 1895 году как Helictis everetti. Позже, однако, родовое название Helictis было признано синонимом появившегося на несколько месяцев раньше родового названия Melogale. Видовое название дано в честь британского колониального чиновника и натуралиста Альфреда Харта Эверетта, предоставившего первые экземпляры данного вида в Британский музей.
Несмотря на общее внешнее сходство с восточным барсуком, Томас рассматривал барсука Эверетта как самостоятельный вид, исходя из общих размеров тела и, в частности, зубов (таких же мелких, как у китайского барсука), а также окраски головы. В дальнейшем исследователи хорьковых барсуков в основном продолжали выделять барсука Эверетта в отдельный вид по одному или обоим этим критериям. Международный союз охраны природы (IUCN) называет этот вид единственным представителем рода хорьковых барсуков на Калимантане (Борнео). В то же время в книге «Млекопитающие Борнео» (1977) он рассматривался как подвид восточного барсука, а в некоторых других источниках — как подвид бирманского барсука.

## Внешний вид
Барсук Эверетта — один из самых мелких представителей хорьковых барсуков, обладает более вытянутым телом, чем другие виды этого рода, и длинным лохматым хвостом. Длина тела с головой от 330 до 440 мм, хвоста — от 152 до 230.
Череп лёгкий, изящный, с вытянутой конической мордой. Зубы очень мелкие — почти такие же мелкие, как у китайского барсука, но округлой формой больше напоминающие зубы восточного барсука. Ноги короткие, с широкими ступнями и характерными для барсуков сильными когтями, хорошо приспособленными для копания. Частично перепончатые пальцы и бороздки, идущие вдоль подушечек на ступнях рассматриваются как адаптация к лазанию.
Характерная черта внешности барсука Эверетта, как и других хорьковых барсуков, — белая или желтоватая полумаска на морде, напоминающая хорьков. Верхняя часть тела тёмная, от серовато-бурой до глубоко чёрной, нижняя светлее. Имеется продольная полоса на спине, цвет которой может варьировать от белого до красного. Об отличиях в окраске между барсуком Эверетта и другими представителями этого рода литература не сообщает.

## Образ жизни
Преимущественно ночное и сумеречное животное, оказывающее яростное сопротивление при угрозе. Среди средств защиты — предупреждающая окраска и резко пахнущие выделения ароматических желез, в целом напоминающие системы защиты скунсов, хотя менее ярко выраженные. Обитает в норах, но сам их не роет, занимая норы, вырытые другими животными. Пищу добывает как на земле, так и на деревьях, по которым хорошо лазит. По-видимому, всеяден. Информация о рационе скудная, но он включает в том числе земляных червей и мелких позвоночных.
Брачный период длинный: самки способны к размножению в любое время года, а у самцов производство спермы прекращается с сентября по декабрь. Самка после беременности, продолжающейся 57—80 дней, приносит в помёте, чаще всего в мае-июне, от одного до пяти детёнышей. Кормление материнским молоком продолжается два-три месяца.

## Распространение и охранный статус
Типовой локацией вида является гора Кинабалу (ныне штат Сабах в малайзийской части Калимантана). В дальнейшем представители вида наблюдались и отлавливались в окрестностях Кинабалу, в гористых районах на территории одноимённого национального парка, прилегающего к нему национального парка Банджаран-Крокер, а также соседних с ними районов Пенампанг, Тамбунан и Туаран. Все наблюдения делались в вечнозелёных горных лесах и непосредственно прилегающих к ним кустарниковых зарослях на высотах от 500 и до более чем 3000 м над уровнем моря. Сообщение о встрече с барсуком Эверетта рядом с притоком реки Кинабатанган (штат Сабах) IUCN рассматривает как ошибочное, так как место встречи находится на высоте менее 200 м над уровнем моря. В соседнем с Сабахом штате Саравак обнаружены субфоссилии (полуископаемые остатки) барсука Эверетта, но живых представителей этого вида не наблюдалось. Барсук Эверетта никогда не встречался ни в индонезийской части Калимантана, ни на территории Брунея.
Общая площадь известного ареала барсука Эверетта составляет порядка 4200 км², при этом он сильно рассечён и площадь территории, представляющей его естественную среду обитания, достигает лишь 1100 км². Поскольку в конце 1960-х и начале 1970-х годов за короткое время были отловлены несколько десятков особей, предполагалось, что это достаточно многочисленный вид, но в дальнейшем наблюдения стали редкими и нерегулярными. Это может свидетельствовать о низкой плотности обитания или наличии нескольких локальных густонаселённых популяций. Предполагается, что численность вида постепенно снижается из-за уничтожения естественной среды обитания, но этот процесс может быть медленным. Наблюдения во второй половине 2010-х годов показывают, что барсук Эверетта способен выживать и на вырубках. Малая площадь области обитания, однако, послужила основанием для IUCN включить барсука Эверетта в число вымирающих видов.